# Chilonis
Chilonis (grec : Χιλονίς) est une princesse et reine spartiate du IIIe siècle av. J.-C., de la dynastie royale des Eurypontides, femme de Cléonyme, mère d’Areus II et de Léonidas II. Son père était Léotychidas.

## Biographie
Chilonis, fille de Léotychidas, épouse très jeune le Lacédémonien Cléonyme. Celui-ci est membre de la dynastie des Agiades, de sang royal. L'union de Chilonis et de Cléonyme constitue l'exemple rare d’un mariage unissant deux familles royales de Sparte. Cependant, Chilonis noue une liaison avec Acrotatos, le fils du roi Agiades de Sparte, Areus Ier et neveu de Cléonyme. Le jeune Acrotatos, manifeste son désir pour la jeune femme de manière si évidente, que l'entourage et les proches apprennent leur relation. Cléonyme, offensé, se rend en Épire, auprès du roi Pyrrhus Ier. 
À Sparte l’adultère, même féminin, n’est pas considéré comme criminel. Toutefois, l'infidélité de Chilonis provoque la jalousie de Cléonyme. C’est pour ce motif que, selon Plutarque, le spartiate Cléonyme poussa Pyrrhus Ier à attaquer sa propre cité.
En 272 av. J.-C., lorsque Cléonyme lance l’attaque sur la cité de Sparte avec l’aide de Pyrrhus Ier, Chilonis contrairement aux autres femmes de la cité qui aidèrent les hommes afin de défendre la cité, se glissa un nœud coulant autour de cou afin de ne pas se laisser prendre par Cléonyme si la cité tombait entre ses mains.